# Дюкюэн, Бернар
Берна́р Дюкюэ́н (фр. Bernard Ducuing; 19 мая 1950, Провен — 3 января 2024, Фрежюс) — французский футболист.

## Биография

### Игровая карьера
Дюкюэн на протяжении игровой карьеры играл во Франции за «Ред Стар» (1970—1975) и «Реймс» (1975—1978). Затем он перешёл в «Монпелье», в котором играл с 1978 по 1984 годы, сыграв за эту команду 220 матчей и забил 43 гола в Лиге 1. В этом же клубе он закончил карьеру.

### Смерть
Скончался 3 января 2024 года в возрасте 73 лет.